# Jack Zan
Johan (Jack) Helmer Zan egentligen Zachrisson, född 29 november 1903 i Överluleå socken, Norrbottens län, död 1973, var en svensk skulptör.
han var son till snickaren Wilhelm Zachrisson och Fredrika Sevelina Johansson och gift första gången 1925–1933 och andra gången från 1944 med servitören Edla Elisabeth Johansson. Zan gick i snickarlära 1921–1924 och studerade vid Tekniska skolans kvällsundervisning 1930–1933 och var en tid elev vid Emile Zoirs konstskola i Stockholm 1934–1935 men var som skulptör autodidakt. Han bedrev självstudier under resor till Frankrike, Spanien Grekland, Italien och Tyskland. Som stipendiat vistades han en tid i San Michele på Capri. Separat ställde han ut på bland annat Galerie S:t Nikolaus i Stockholm, han medverkade i Salon des Réalités Nouvelles i Paris 1951–1952 grupputställningar på Svensk-franska konstgalleriet och samlingsutställningar arrangerade av Sveriges allmänna konstförening. Bland hans offentliga arbeten märks granitskulpturen Beredskapsmannen vid Lv 3 i Norrtälje och porträtten över Emil Hagström och Ernst Wigforss för Socialdemokratiska partiet, skulpturen Piteå på Gällivare kyrkogård, reliefen och scenomfattningen Paganinis violinkonsert på Häggviksskolan i Sollentuna, en dekorativ mosaikvägg i Kommunalarbetarförbundets lokaler i Stockholm, mässingsskulpturen Norrlandsrapsodi i Luleå och fönsterbröstningar i smide på Svenska riksbyggens hus på Odengatan i Stockholm. Hans konst består av reliefer, porträtt, djur, växter, figurer, spiralkompositioner och nonfigurativa kompositioner utförda trä, sten och metall. Zan gjorde sig även känd som formgivare av handtag till fogsvansar och andra verktyg för träarbeten.

Jack var bror till konstnären Bror "Brockas" Zakrisson samt morbror till konstnären Ingemar Callenberg, båda ursprungligen från Norrbotten.[källa behövs]